# Villardevós (parroquia)
Villardevós (llamada oficialmente San Miguel de Vilardevós) es una parroquia y un lugar del municipio español de Villardevós, en la provincia de Orense, Galicia.

## Toponimia
La parroquia también es conocida por el nombre de San Miguel de Villardevós.

## Organización territorial
La parroquia está formada por una entidad de población:
- Villardevós (Vilardevós)

## Demografía
Gráfica demográfica del lugar y parroquia de Villardevós según el INE español:
| Gráfica de evolución demográfica de Villardevós entre 2000 y 2023 |
|                                                                   |
| Datos según el nomenclátor publicado por el INE.                  |